# Понтебозио (Маса-Карара)
Понтебозио је насеље у Италији у округу Маса-Карара, региону Тоскана.
Према процени из 2011. у насељу је живело 120 становника. Насеље се налази на надморској висини од 150 м.